# Sant'Orsola Terme
Sant'Orsola Terme är en ort och kommun i provinsen Trento i regionen Trentino-Sydtyrolen i Italien. Kommunen hade 1 127 invånare (2018).